# Marissa Castelli
Marissa Castelli (Providence (Rhode Island), 20 augustus 1990) is een Amerikaans voormalig kunstschaatsster. Ze nam met Simon Shnapir deel aan de Olympische Winterspelen in Sotsji en won er olympisch brons. Van 2014 tot 2019 schaatste ze met Mervin Tran.

## Biografie

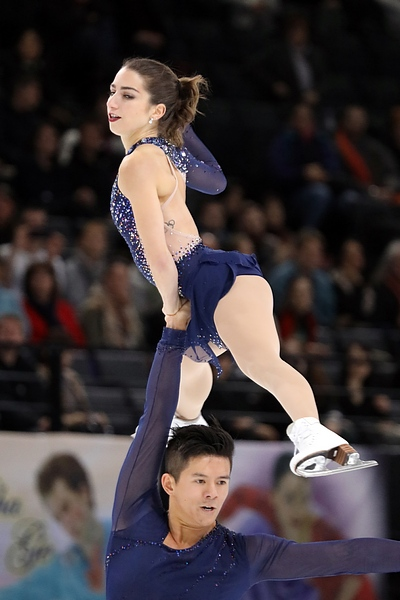
Castelli en Mervin Tran (2016)

Castelli, de dochter van een kunstschaatscoach, begon op driejarige leeftijd met kunstschaatsen. Ze heeft ook enige tijd aan turnen gedaan, maar stopte ermee toen ze voor één sport moest kiezen. In het begin van haar sportieve carrière was ze actief als soloschaatsster en schaatste ze met Brad Vigorito.
Tot haar veertiende, vijftiende nam ze het kunstschaatsen niet echt serieus; daarna veranderde dit. In april 2006 ging Castelli een samenwerking aan met Simon Shnapir en ze begon twee maanden erna met hem te trainen. Castelli en Shnapir werden volgens haar aan elkaar gekoppeld, omdat ze uit dezelfde regio kwamen, ervaring hadden met het paarrijden en het beiden leuk vonden. Ze werden in hun derde, en laatste, jaar als junioren zesde op de Junior Grand Prix-finale en wonnen de bronzen medaille bij de WK junioren 2009. In het seizoen 2009/10 kon ze een maand niet trainen vanwege een heftige botsing met een andere schaatser. Dit resulteerde in vijftien hechtingen aan de binnenkant van haar dijen.
Castelli en Shnapir hebben vaak in interviews aangegeven dat ze elkaar niet liggen. In 2012 waren ze korte tijd uit elkaar als schaatspaar, maar ze besloten toch weer samen te komen. Na hun terugkeer werden ze tweevoudig Amerikaans kampioen (2013, 2014), wonnen ze brons op de 4CK 2013 en werden ze afgevaardigd naar de Olympische Winterspelen in Sotsji. Hier eindigden ze als negende bij de paren en veroverden ze de bronzen medaille met het landenteam. In mei 2014 beëindigden ze de samenwerking. Vanaf juni 2014 schaatste Castelli met de Canadees Mervin Tran. Het duo werd zesde op de 4CK 2016 en won brons (2016) en zilver (2017) op de Amerikaanse kampioenschappen.
Tran verkreeg echter nooit een Amerikaans paspoort en zonder zicht op de Olympische Spelen werd het duo in 2018 zesde op de NK. Hij ging in de zomer verder met Olivia Serafini. Castelli maakte in januari 2019 bekend definitief te zijn gestopt. Ze is verloofd.

## Belangrijke resultaten
2006-2014 met Simon Shnapir, 2014-2018 met Mervin Tran
| Kampioenschap                | 06/07  | 07/08 | 08/09 | 09/10         | 10/11         | 11/12         | 12/13         | 13/14         |               | 14/15         | 15/16         | 16/17         | 17/18         |
| ---------------------------- | ------ | ----- | ----- | ------------- | ------------- | ------------- | ------------- | ------------- | ------------- | ------------- | ------------- | ------------- | ------------- |
| Olympische Spelen            |        |       |       |               |               |               |               | 9e · (team)   |               |               |               |               |               |
| Wereldkampioenschap          |        |       |       |               |               |               | 13e           | 11e           |               |               |               |               |               |
| Viercontinentenkampioenschap |        |       |       | 10e           |               |               | Brons         |               |               | 6e            |               |               |               |
| Nationaal kampioenschap      |        |       |       | 10e           | 5e            | 5e            | Goud          | Goud          | 6e            | Brons         | Zilver        | 6e            |               |
| WK junioren                  |        |       | Brons | geen deelname | geen deelname | geen deelname | geen deelname | geen deelname | geen deelname | geen deelname | geen deelname | geen deelname | geen deelname |
| Junior Grand Prix-finale     |        |       | 6e    | geen deelname | geen deelname | geen deelname | geen deelname | geen deelname | geen deelname | geen deelname | geen deelname | geen deelname | geen deelname |
| NK junioren                  | 9e (*) | (*)   | Brons | geen deelname | geen deelname | geen deelname | geen deelname | geen deelname | geen deelname | geen deelname | geen deelname | geen deelname | geen deelname |

(*) = bij de novice